# Municipio de Smithfield (Indiana)
El municipio de Smithfield (en inglés: Smithfield Township) es un municipio ubicado en el condado de DeKalb en el estado estadounidense de Indiana. En el año 2010 tenía una población de 1613 habitantes y una densidad poblacional de 17,75 personas por km².

## Geografía
El municipio de Smithfield se encuentra ubicado en las coordenadas 41°29′1″N 85°1′30″O / 41.48361, -85.02500. Según la Oficina del Censo de los Estados Unidos, el municipio tiene una superficie total de 90.89 km², de la cual 90,62 km² corresponden a tierra firme y (0,29 %) 0,27 km² es agua.

## Demografía
Según el censo de 2010, había 1613 personas residiendo en el municipio de Smithfield. La densidad de población era de 17,75 hab./km². De los 1613 habitantes, el municipio de Smithfield estaba compuesto por el 97,21 % blancos, el 0,06 % eran afroamericanos, el 0,25 % eran amerindios, el 0,43 % eran asiáticos, el 0,81 % eran de otras razas y el 1,24 % eran de una mezcla de razas. Del total de la población el 2,11 % eran hispanos o latinos de cualquier raza.